# Paul Leutgeb
Paul Leutgeb (* 14. Februar 2006 in Graz) ist ein österreichischer Fußballspieler.

## Karriere
Leutgeb begann seine Karriere beim SV SW Lieboch. Im Jänner 2020 wechselte er in die Jugend des SK Sturm Graz. Bei den Grazern durchlief er ab der Saison 2020/21 auch sämtliche Altersstufen in der Akademie.
Im Dezember 2023 debütierte er für die zweite Mannschaft der Grazer in der 2. Liga, als er am 16. Spieltag der Saison 2023/24 gegen den SKN St. Pölten in der Startelf stand. Insgesamt kam er zu zwei Einsätzen für Sturm II. Im Februar 2025 wechselte er zum viertklassigen SV Lebring.